# Marché de Noël de Munich
Pour les articles homonymes, voir Munich (homonymie).
Le marché de Noël de Munich (Christkindlmarkt en allemand, ou marché de l'Avent, ou marché de l’Enfant Jésus) est un marché de Noël chrétien traditionnel de 1310, de la Saint-Nicolas (fête), de Munich, en Bavière, en Allemagne. Il a lieu tous les ans durant la période de l'Avent (avant Noël, du 25 novembre au 24 décembre) et est un des plus importants marchés de Noël de la culture allemande, et du monde germanique, et le plus ancien en Allemagne, avec environ trois millions de visiteurs annuels.

## Historique
Ce marché de Munich est le plus ancien marché de Noël allemand connu, attesté par des documents de 1310, dédié à l'évêque Saint Nicolas (270-345), traditionnellement accompagné de la créature de la mythologie germanique Krampus (le marché de Noël de Vienne, plus ancien marché de Noël connu, a lieu pour la Saint-Nicolas (fête) le 6 décembre 1294 à Vienne en Autriche, sous le Saint-Empire romain germanique).

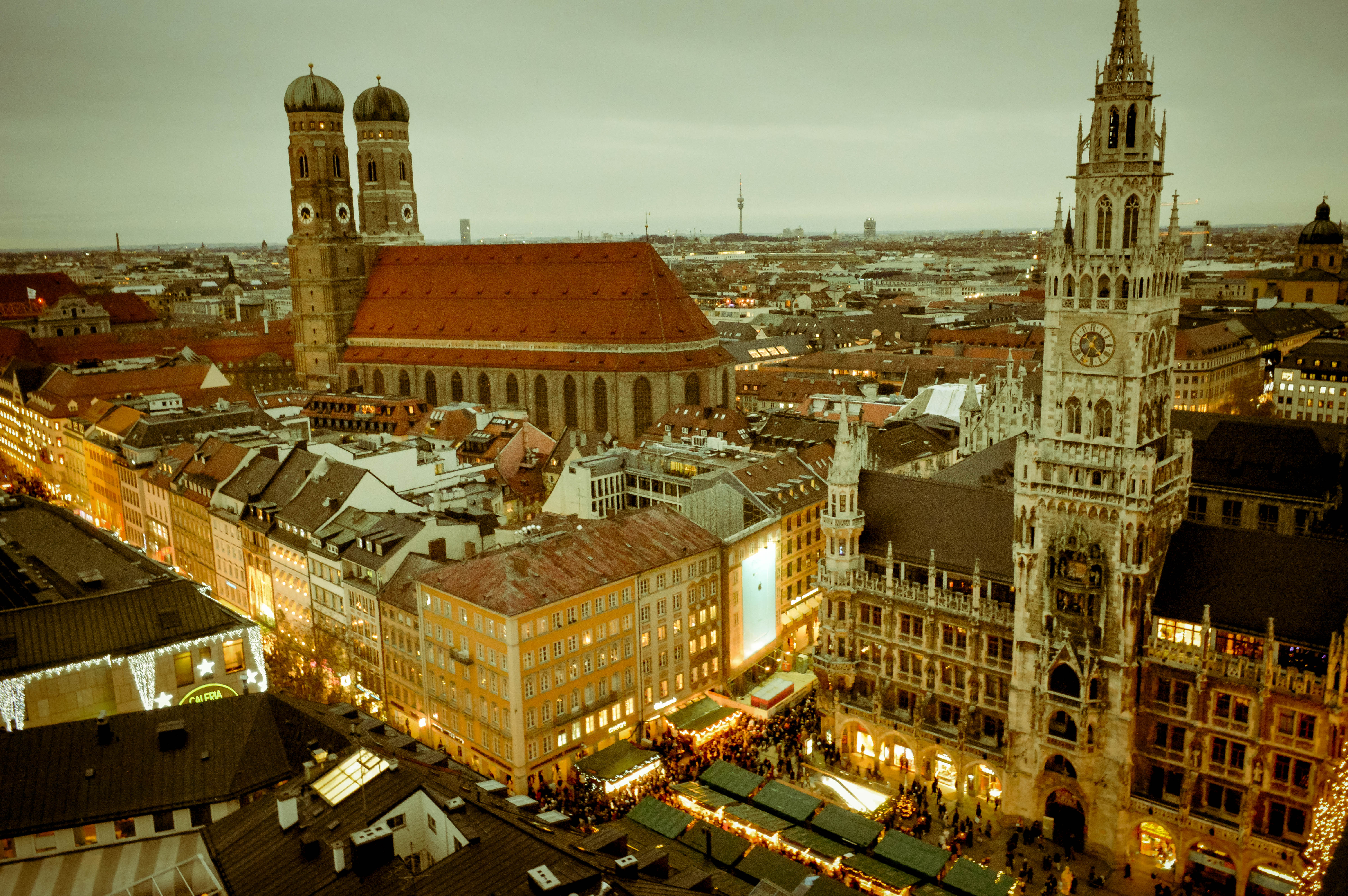
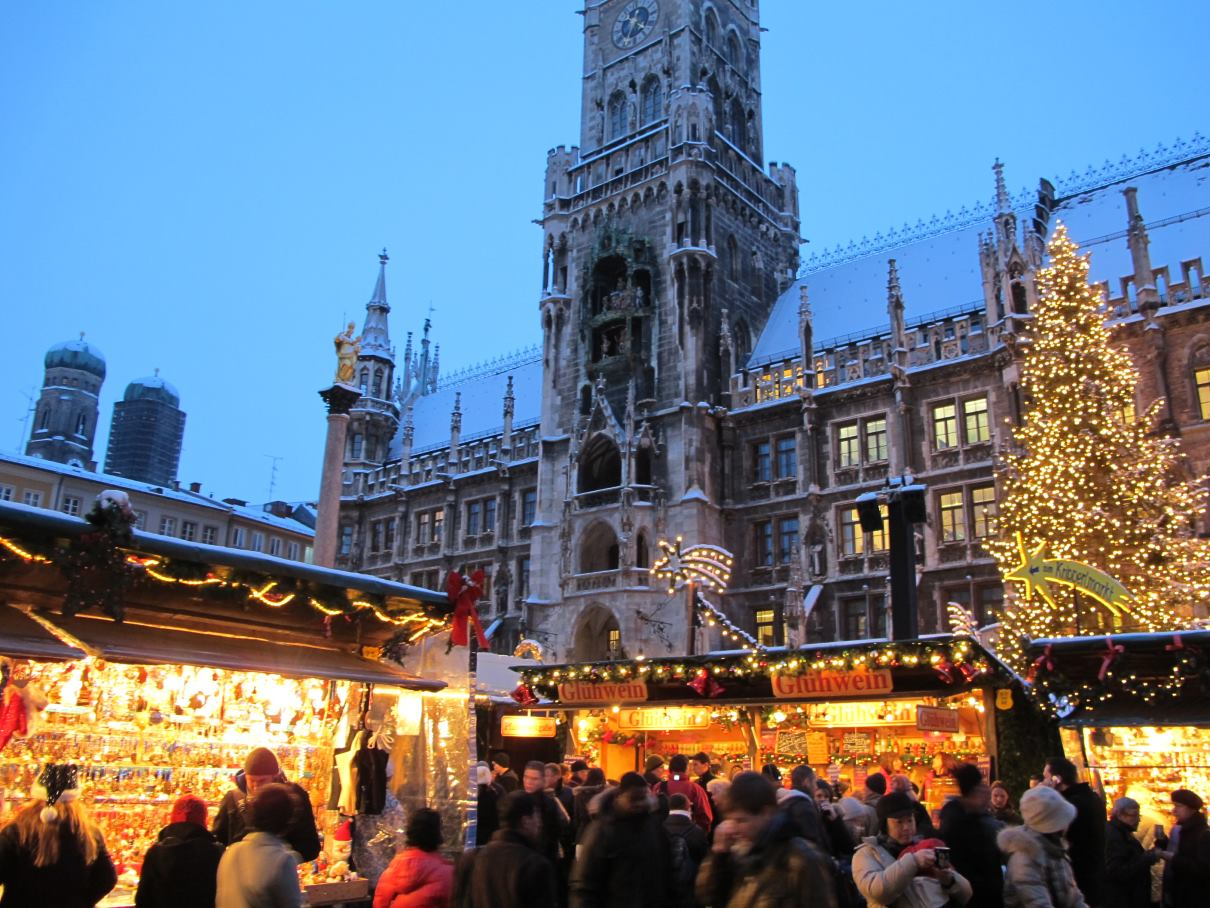
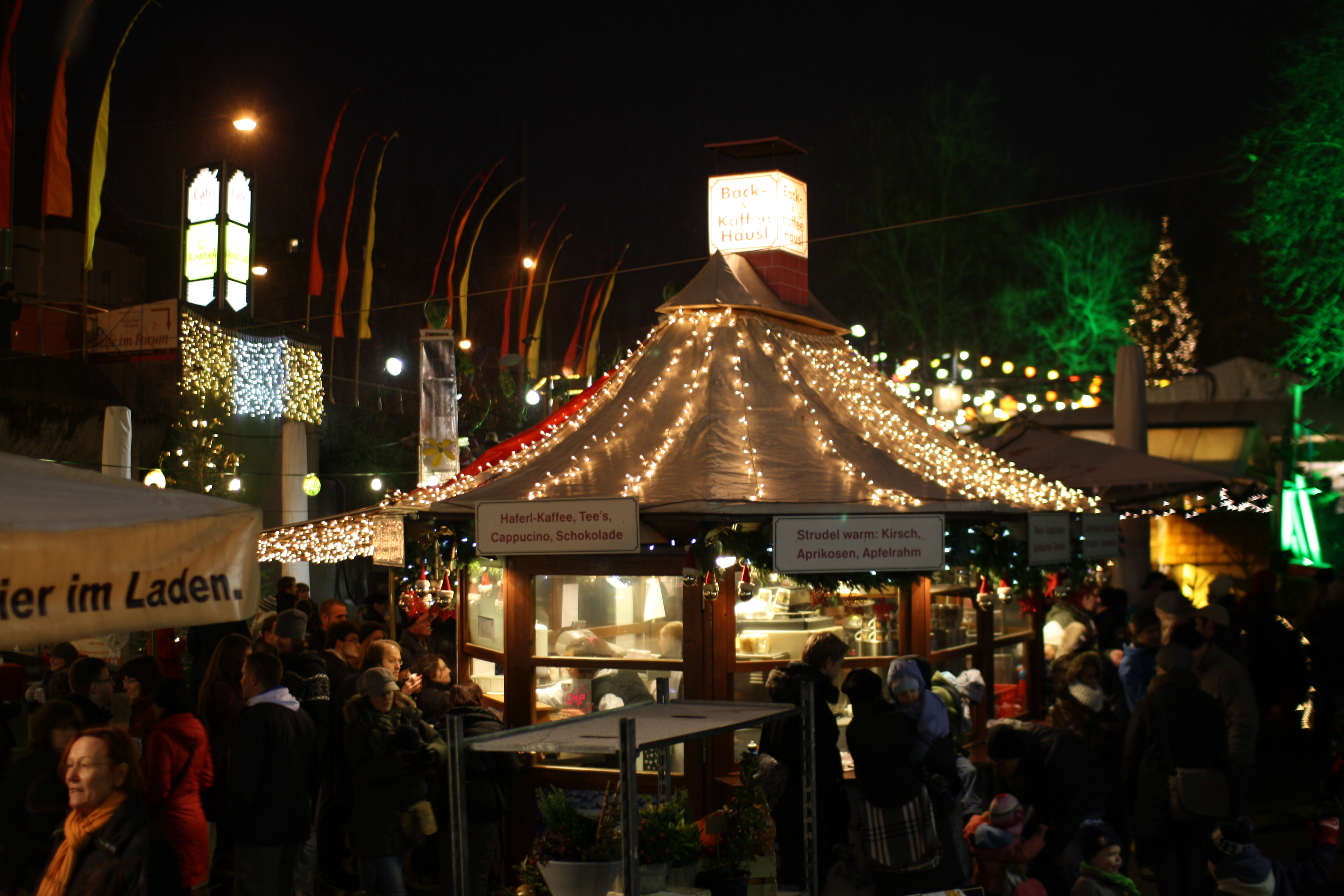
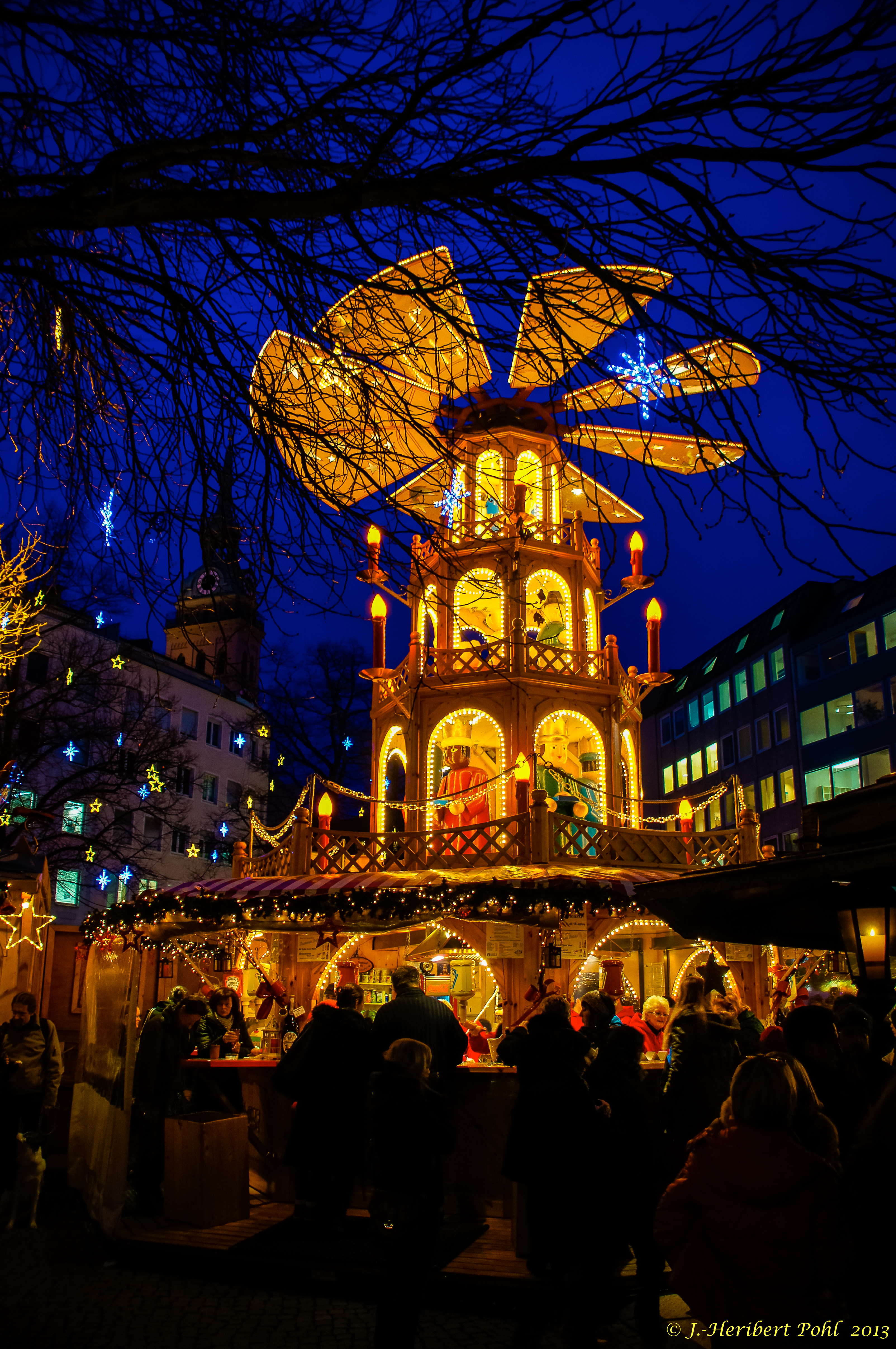

Il est réparti autour de nombreuses places du centre historique de la ville : place Sainte-Marie (Marienplatz, avec ses chants de Noël de chorales depuis le balcon de l'hôtel de ville de Munich, et sa crèche de Noël grandeur nature de la nativité dans la cour impériale du palais de la Résidence), marché médiéval sur la place  Wittelsbacher (Wittelsbacherplatz, et ses palais), rue Neuhauser (Neuhauser Straße), Kaufinger straße, Karlsplatz, quartier Schwabing, tour chinoise dans le jardin anglais, patinoire à l'aéroport de Munich-Franz-Josef Strauss...

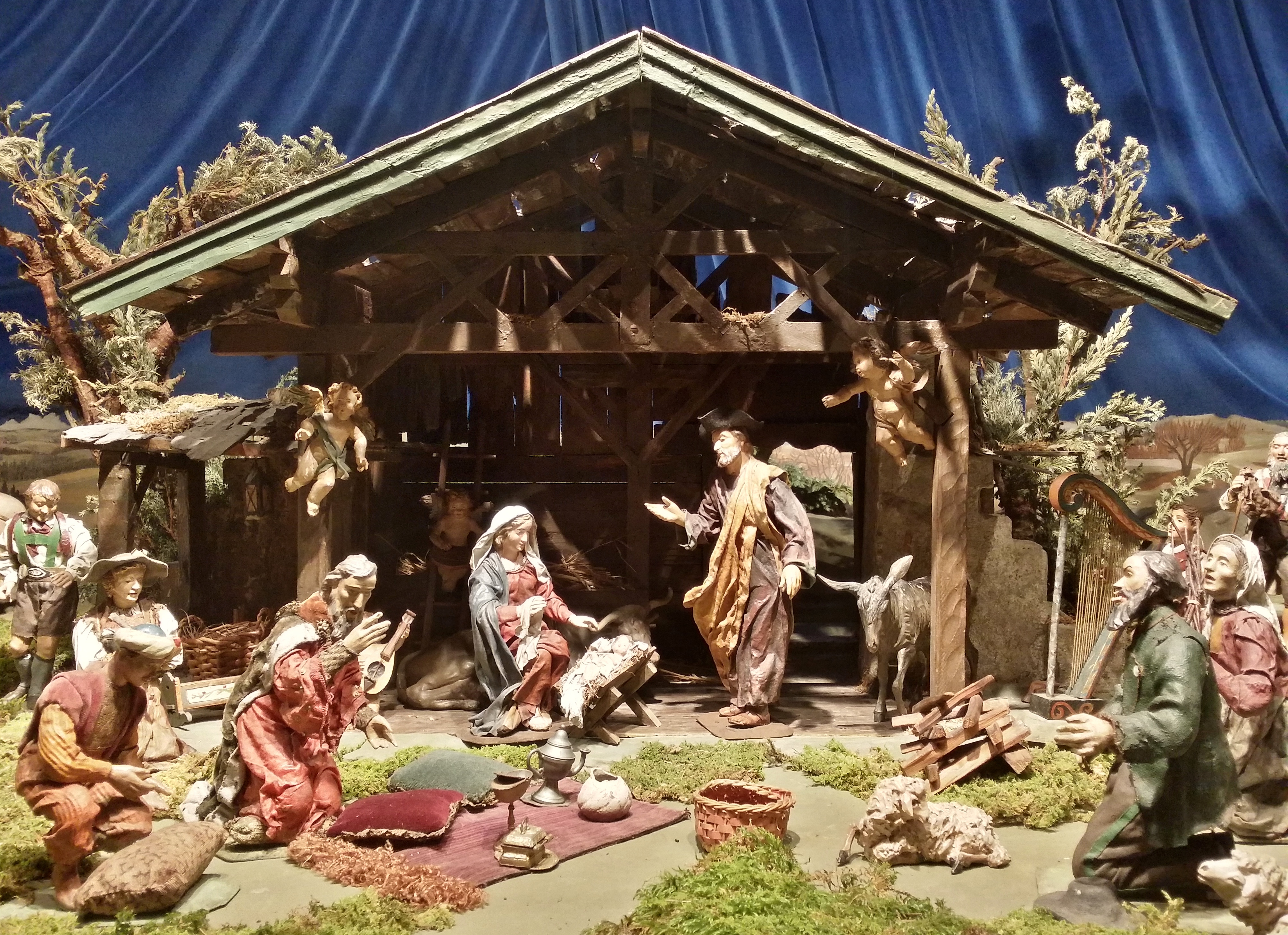
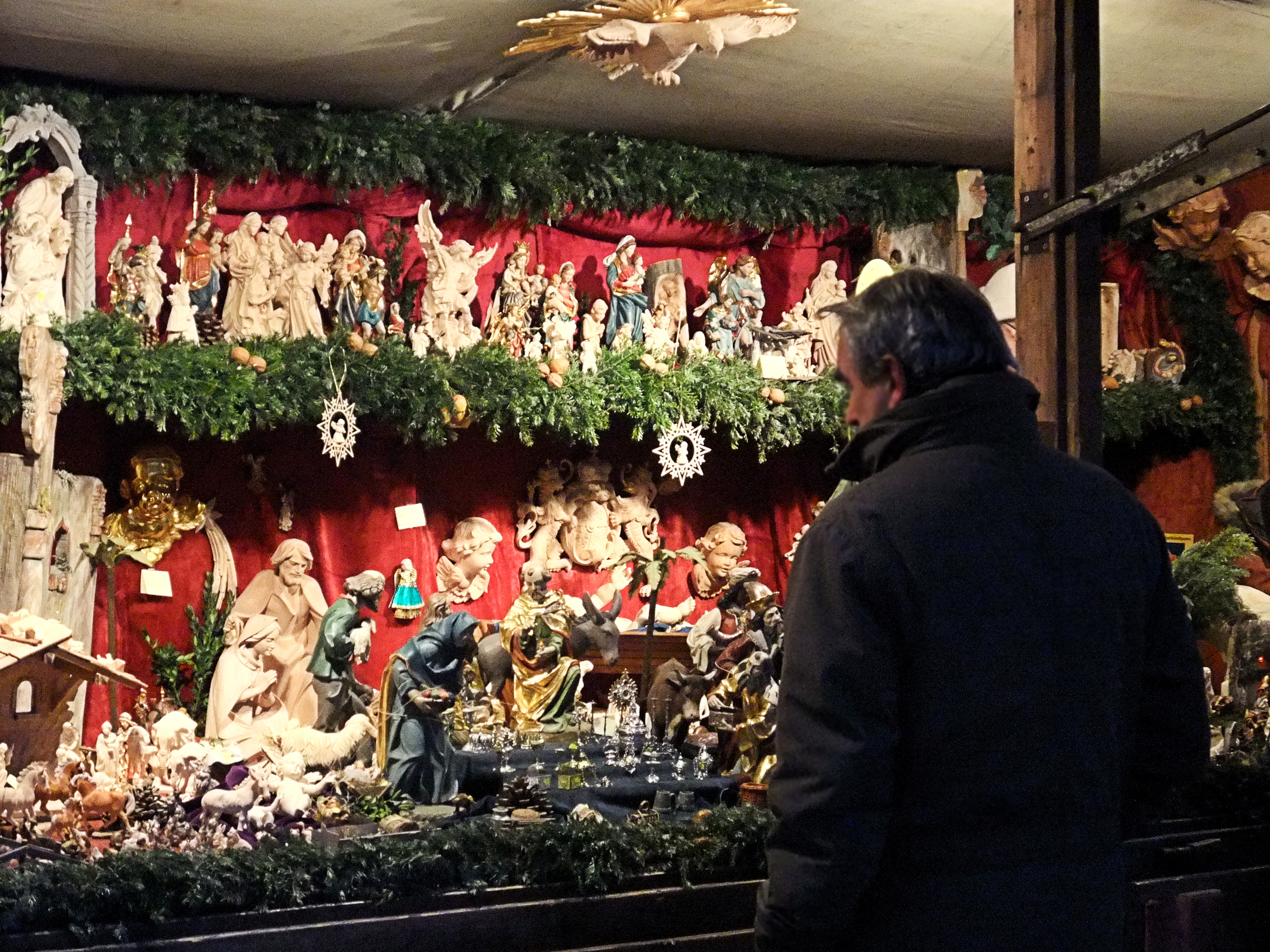
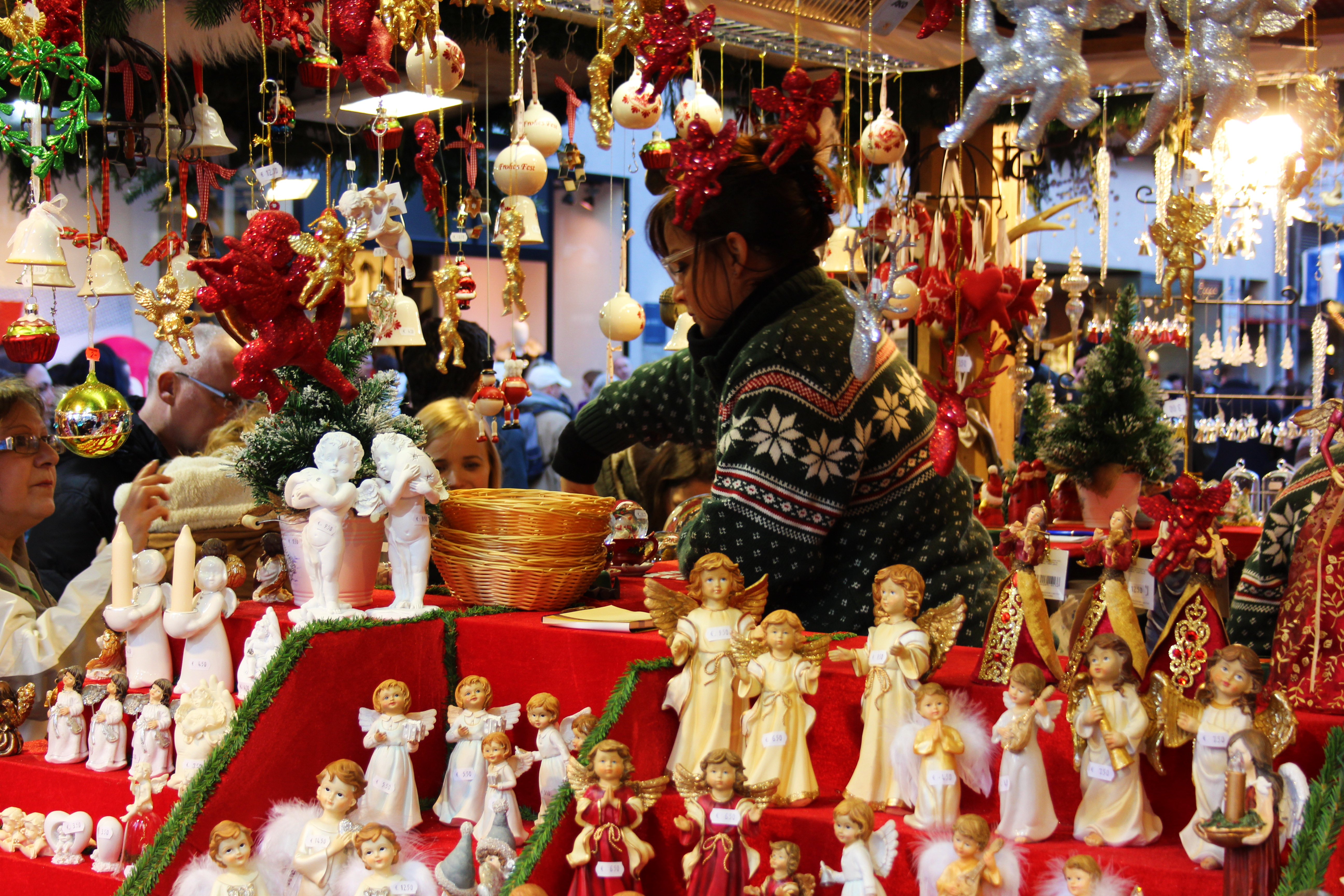
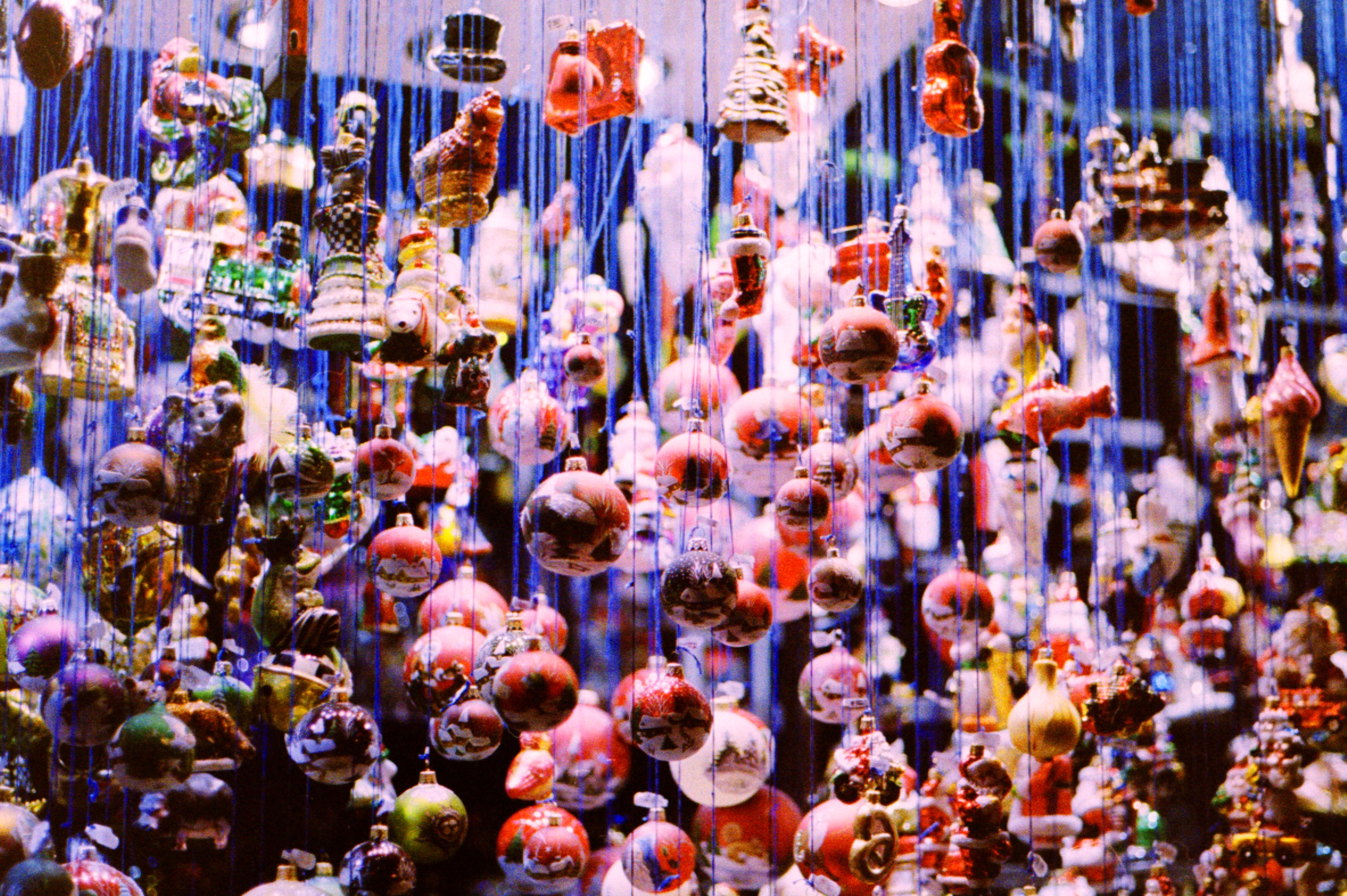

Des nombreuses boutiques, et environ 150 chalets / échoppes installés pour l'occasion, dans une ambiance festive, illuminés dans l'esprit de Noël, vendent des produits régionaux, de l'artisanat traditionnel bavarois / artisanat d'art, décorations de Noël, cadeau de Noël... et également de produits alimentaires festifs, avec ses nombreux restaurants et boutiques de la cuisine allemande régionale traditionnelle, vin chaud, tarte flambée, tartines, pain d'épices, gâteaux, confiseries...   